# First National Bank of Rock River
El First National Bank of Rock River es un inmueble construido en 1919 en la comunidad de Rock River, Wyoming (Estados Unidos) durante el apogeo del auge petrolero local. Fue incluido en el Registro Nacional de Lugares Históricos el 21 de noviembre de 1988.

## Historia
El First National Bank operó desde febrero de 1920 hasta el 14 de junio de 1923, cuando entró en quiebra cuando el boom petrolero colapsó y su vicepresidente fue condenado por malversación de fondos. En 1927, el edificio se vendió al nuevo Citizen's State Bank, pero el condado de Albany reclamó impuestos atrasados en 1931. En 1936, el condado vendió el edificio a la ciudad. 
Se convirtió en un centro cívico de la ciudad, operando una oficina de correos hasta la década de 1950. Un consultorio médico había ocupado la parte trasera en la década de 1920, y en la década de 1940 se construyeron apartamentos, que luego se convirtieron en la cárcel del pueblo. 
Con la salida de la oficina de correos, el edificio se convirtió en una estación de bomberos. De 1935 a 1985, la Sala del Consejo fue utilizada por organizaciones cívicas. De 1940 a 1985 otra sala fue la biblioteca municipal.

## Arquitectura
El banco es un edificio de ladrillo de un piso cubierto con estuco sobre gran parte del edificio debajo del parapeto. El frente está detallado con columnas clásicas jónicas y un entablamento en terracota. El extremo estrecho da a la Avenida C. La bóveda original permanece, pero la mayor parte del interior ha sido cambiada varias veces.